# Kotka Mekaniska Verkstad
Ab Kotka Mekaniska Verkstad (finska: Kotkan Konepaja Oy), tidigare Kotka Jern, Sport & Elektriska Affär Ab, senare Wärtsilä-koncernen Ab, Kotka Mekaniska Verkstad, var en verkstadsindustri i Kotka i Finland.
Under mellankrigsåren levererade företaget fartyg till Finland och Sovjetunionen. År 1930 levererades till exempel elva 13,5 meter långa varpbåtar till Sovjetunionen och ett mudderverk till Kotka stad. Företaget gick i konkurs 1932, varefter det köptes av Maskin och Bro och senare ingick i Wärtsilä, efter det att Wärtsilä 1935 köpt Maskin och Bro.

## Byggda fartyg i urval
- S/S Halla VII, 1906
- S/S Halla XVII, 1908[1]